# Pepito Grillo
Pepito Grillo (originalmente Jiminy Cricket en inglés), también conocido como Pepe Grillo o José Grillo, es la versión de Disney del Grillo parlante (en italiano: Il Grillo Parlante), un personaje de ficción creado por el escritor italiano Carlo Collodi para su libro infantil de 1883, Las aventuras de Pinocho, que Disney adaptó en la película de animación Pinocho de 1940.

## Creación
Fue un personaje para la película Pinocho de Disney y fue diseñado por Ward Kimball, quien estuvo decepcionado ya que gran parte de la labor que realizó para Snow White and the Seven Dwarfs fue cortada de la versión final, por lo que estuvo a punto de abandonar la factoría. Sin embargo, Walt Disney personalmente lo convenció para quedarse y le dio la tarea de diseñar al icono de la conciencia oficial de Pinocho.

## Voz del personaje
Para la voz fue contratado el cantante Cliff Edwards, quien popularizó al personaje, a la película y a toda la compañía con la canción When You Wish Upon a Star o La estrella azul en español.  
Después de la muerte de Edwards, Eddie Carroll lo reemplazó para futuras apariciones en cortos Disney, y desde el fallecimiento de Carroll en 2010 actualmente es interpretado por Phil Synder.   
En el mundo hispano estuvo a cargo el actor de doblaje argentino Pablo Palitos para Pinocho. Luego en Fun and Fancy Free es doblado por Edmundo Santos, y después en Mickey's Christmas Carol por José Manuel Rosano, ambos actores mexicanos. Actualmente es doblado por el mexicano Arturo Mercado.
En España, ha sido doblado por Miguel Ayones en sus apariciones con doblaje del país.

## Después dePinocho
Apareció en diversos cortos y especiales de televisión de Disney, así como en una miniserie en la que los niños aprendían cómo deletrear enciclopedias, en el Mickey Mouse Club (EE. UU). También aparece en la atracción Pinocchio's Daring Journey, que se encuentra en tres de los parques de Disney de todo el mundo : Disneyland en el Disneyland Resort (California, EE. UU.) , Disneyland (París) en Disneyland Resort Paris (Marne-la-Vallée, Francia) y en Tokyo Disneyland en el Tokyo Disney Resort (Urayasu, Chiba, Japón).
También aparece en la saga de juegos Kingdom Hearts como el cronista real, apareciendo en casi todos los títulos de la saga. Entre otros videojuegos aparece como guía del jugador en Disney's Villains' Revenge, y como personaje jugable en Disney Magic Kingdoms.
En el remake de acción real de Pinocho de 2022 el personaje es interpretado por Joseph Gordon-Levitt.

### Once Upon a Time
Una versión de Pepito Grillo es un personaje en la serie de televisión Once Upon a Time. Es interpretado por el actor Raphael Sbarge.
Originalmente él era un hombre humano que en el Bosque Encantado vivía siendo un ladrón junto a sus padres, unos titiriteros, viajando de pueblo en pueblo robando a la gente. Cuando decide acabar con esto, acude a Rumpelstiltskin quien le da una poción que convertiría en marionetas a sus padres, pero acaba en las manos de una pareja inocente que la beben y terminan siendo marionetas. Esa pareja son los padres de Geppetto. Después de eso, Pepito se siente culpable y le pide al hada azul que le convierta en un grillo, permaneciendo a partir de ese momento al lado de Geppetto, cuidando de él, y años después también de su hijo Pinocho. 
Cuando la Mansión Oscura como los indios es activada, los habitantes del Bosque Encantado son transportados a Storybrooke, donde de nuevo como humano, y bajo el nombre de Archie Hopper, ejerce de psiquiatra y tiene un perro dálmata llamado Pongo .